# Baja California Sur
Baja California Sur (Nederlands: Zuid-Neder-Californië) is een van de 31 staten van Mexico. De enige deelstaat waar Baja California Sur aan grenst is Baja California, de grens tussen beide staten ligt op de 28e breedtegraad. Ten westen van de staat ligt de Grote Oceaan, ten oosten de Golf van Californië waar aan de overkant de Mexicaanse deelstaten Sonora en Sinaloa liggen. De staat heeft een oppervlakte van 71.428 km² en 424.041 inwoners. De hoofdstad van en tevens grootste stad van Baja California Sur is La Paz.

## Geografie
Baja California Sur is de zuidelijke helft van het schiereiland Neder-Californië. Ook een aantal eilanden behoren tot de staat, waaronder de afgelegen Rocas Alijos. De staat is overwegend bergachtig en beroemd vanwege haar natuurschoon zoals o.a. El Vizcaíno. Het hoogst gelegen punt van de staat is 2080 meter, een bergtop gelegen in de Sierra La Laguna. Het noordelijke deel van Baja California Sur wordt ingenomen door de Sebastián Vizcaínowoestijn.

## Geschiedenis
Baja California Sur is ongeveer 14.000 jaar bewoond. In enkele grotten zijn prehistorische grotschilderingen aangetroffen. Bij de komst van de Spanjaarden leefden er drie etnische groepen, de Pericúes, de Guaycuras en de Cochimíes.
De eerste Europeaan die Baja California Sur aandeed was Fortún Jiménez de Bertadoña , een jaar later gevolgd door Hernán Cortés, die het voor een eiland aanzag. Dit misverstand bleef vervolgens twee eeuwen lang op kaarten aangegeven, het hardnekkigste misverstand uit de geschiedenis van de cartografie.
In 1697 werd er een jezuïetenstaat gevestigd door Juan María de Salvatierra, en werd er begonnen met de bekering van de oorspronkelijke bevolking. De jezuïeten werden verdreven in 1768. In 1804 werd de provincie Californië gesplitst in Opper-Californië en Neder-Californië. Loreto werd de hoofdstad van Neder-Californië. Deze verdeling bleef behouden na de onafhankelijkheid van Mexico, maar in 1830 werd de hoofdstad verplaatst naar La Paz, toen Loreto na hevige regenval was beschadigd. In 1847, tijdens de Mexicaans-Amerikaanse Oorlog, werden de Amerikanen in Mulegé verslagen bij een veldslag. Dit was een van de weinige Mexicaanse overwinningen in die oorlog, en zorgde ervoor dat Neder-Californië in Mexicaanse handen bleef.
In 1887 werd Baja California Sur van Baja California afgesplitst als territorium. In 1974 werd het als staat erkend, en daarmee is het samen met Quintana Roo de jongste der Verenigde Mexicaanse Staten.

## Gemeenten
Baja California Sur bestaat uit vijf gemeenten, zie Lijst van gemeenten van Baja California Sur.
Aguascalientes · Baja California · Baja California Sur · Campeche · Chiapas · Chihuahua · Coahuila · Colima · Durango · Guanajuato · Guerrero · Hidalgo · Jalisco · Mexico · Michoacán · Morelos · Nayarit · Nuevo León · Oaxaca · Puebla · Querétaro · Quintana Roo · San Luis Potosí · Sinaloa · Sonora · Tabasco · Tamaulipas · Tlaxcala · Veracruz · Yucatán · Zacatecas
Mexico-Stad